# 연합함대
연합함대(聯合艦隊, 일본어: 連合艦隊 렌고칸다이[*], 영어: Cominbed Fleet)는 옛 일본제국 해군의 작전 단위로서, 두 개 이상의 상설 함대를 포함한 비상설 함대이다. 사실상 모든 함대가 연합함대에 속했다. 총지휘관은 연합함대 사령장관(일본어: 連合艦隊司令長官 렌고칸다이 시레쵸칸[*])이라고 한다.
메이지 시대 초기부터 편성되기 시작하여, 청일 전쟁, 러일 전쟁을 거쳐 태평양 전쟁에 이르기까지 일본제국 해군의 총전력이었다. 쓰시마 해전에서 활약한 도고 헤이하치로와 진주만 공격의 야마모토 이소로쿠는 모두 "연합함대 사령장관"의 직함으로 전투를 지휘했다.

## 역사
메이지 시대 초기, 해군은 그동안 유력함 신예함으로 구성된 주력 부대를 "상비 함대", 잠수함 등으로 구성된 해안 방어를 위한 부대를 "보안 함대" 라고했다. 그러나 청일 전쟁 개전 이후 "보안 함대"라는 것은 전시에 부적합하다는 의견이 나왔다. 한때는 "보안 함대"를 "상비 함대"로 통합하는 방안이 나왔지만 야마모토 곤노효에 대령이 "보안 함대"를 "서해 함대"로 개명, "상비 함대"와 "서해 함대"을 가지고 "연합 함대"를 조직하는 방안을 내놨다. 이것이 연합 함대의 시작이다.
그리고 청일 전쟁 개전 6일 만에 처음으로 연합 함대가 편성되었다. 이후 러일 전쟁 등 전시 및 훈련시에만 임시로 편성되었지만, 1923년 이후 영구화되었다.
연합 함대는 천황 직속의 연합 함대 사령 장관이 총괄하고 군령에 관해서는 군령부 총장, 군정에 관해서는 해군 장관의 지시를 받는다. 해당 함대는 1944년의 레이테 해전에서 사실상 괴멸되었다.
연합 함대 사령부는 사령관을 보좌하는 막료로 참모장 참모 부장 (쇼와 19년 ~), 수석 참모 (선임 참모로 통칭), 포술 참모, 수뢰 참모, 항공 참모, 통신 참모, 항해 참모, 기관 참모, 전정무 참모, 정무 참모, 회계사, 군의장, 기관장 등이 배치되었다. 그러나 수석 참모가 아닌 ○ ○ 참모는 통칭이다.
구 일본 해군은 오랫동안 연합 함대가 대표이며, 전함 등 주력함은 물론이고 구축함, 수송함 같은 보조 잠수함까지 대다수가 연합 함대에 포함되었다. 또한 연합 함대는 곧 실전 부대의 엘리트라는 생각이 강했고 해당 함대에 유능한 인재를 집중했다. 따라서 국지 경비 부대와 해상 호위 부대의 인재 육성을 경시했다. 공급 경시는 일본 육군과 같다. 그 결과, 원래 해군의 중요한 임무였던 해상 교통, 보급 확보에 충당해야 할 함정과 인력의 부족을 초래했다. 일본 해군은 전함 중심의 함대 결전 사상을 가지고 있던 동시에 항공 모함 기동 부대를 편성하고 참신한 함대 운용의 원조가 되었다. 해군 항공대의 육성, 전함의 함대 결전, 그리고 마지막으로 항공 모함 함대 결전을 목표로하고 있었다. 항공 모함 함대 결전의 사상은 1944년 6월 마리아나 해전의 패배로 포기되었지만 1944년 10월 레이테만 전투까지 연합 함대 중심주의의 함대 편성 운영을 하였다. 연합 함대 중심주의의 결과, 해상 호위 부대, 대잠 초계 부대 (헌터 킬러)의 편성에 뒤진다.
1945년 4월 전함 야마토 이하 제2함대의 텐고 작전에서의 해상 특공은 제2함대 해체에 대한 결정을 못한 채 레이테만 전투에서처럼 항공 부대의 지원없이 무모한 돌입 전략을 반복하였다. 오키나와 전투에서 살아남은 전함 "나가토"같은 대형 함정은 사실상 국지 경비대 해안 포대로 사용되었다. 그리고 특공 병기 "회천", "해룡", "진양" 등을 배포한 특공대가 해군의 주력 함정이 되어 있었다. 전쟁 말기, 연합 함대는 사실상 해체되고 있던 것이다.

## 역대 지휘부 간부

### 참모장
|    | 계급      | 이름              | 재임 기간                           |
| -- | --------- | ----------------- | ----------------------------------- |
| 1  | 함장      | 사메지마 가즈노리 | 1894년 7월 19일 ~ 1894년 12월 17일  |
| 2  | 함장      | 시게토 데와       | 1894년 12월 17일 ~ 1895년 7월 25일  |
| 3  | 함장      | 가미무라 히코노조 | 1895년 7월 25일 ~ 1895년 11월 16일  |
| 4  | 함장      | 시마무라 하야오   | 1903년 12월 28일 ~ 1905년 1월 12일  |
| 5  | 해군 소장 | 가토 도모사부로   | 1905년 1월 12일 ~ 1905년 12월 20일  |
| 6  | 해군 소장 | 후지이 고이치     | 1905년 12월 20일 ~ 1906년 11월 22일 |
| 7  | 함장      | 야마시타 겐타로   | 1906년 11월 22일 ~ 1908년 12월 10일 |
| 8  | 함장      | 다카라베 다케시   | 1908년 12월 10일 ~ 1909년 12월 1일  |
| 9  | 해군 소장 | 가네오 노마구치   | 1909년 12월 1일 ~ 1911년 3월 11일   |
| 10 | 함장      | 아키야마 사네유키 | 1911년 3월 11일 ~ 1912년 5월 24일   |
| 11 | 함장      | 다케시타 이사무   | 1912년 12월 1일 ~ 1913년 5월 24일   |
| X  | X         | 공석              | 1913년 5월 24일 ~ 1913년 12월 1일   |
| 12 | 해군 소장 | 사토 데쓰타로     | 1913년 12월 1일 ~ 1914년 4월 17일   |
| 13 | 함장      | 야마지 가즈요시   | 1914년 4월 17일 ~ 1914년 12월 1일   |
| 14 | 해군 소장 | 야마나카 시바키치 | 1914년 12월 1일 ~ 1915년 12월 13일  |
| 15 | 해군 소장 | 호리우치 사부로   | 1915년 12월 13일 ~ 1917년 12월 1일  |
| 16 | 해군 소장 | 사이토 한로쿠     | 1917년 12월 1일 ~ 1918년 12월 1일   |
| 17 | 해군 소장 | 후나코시 가지시로 | 1918년 12월 1일 ~ 1919년 12월 1일   |
| 18 | 해군 소장 | 요시오카 한사쿠   | 1919년 12월 1일 ~ 1921년 12월 1일   |
| 19 | 해군 소장 | 시라네 구마조     | 1921년 12월 1일 ~ 1923년 12월 1일   |
| 20 | 해군 소장 | 가바야마 베키나리 | 1923년 12월 1일 ~ 1924년 11월 10일  |
| 21 | 함장      | 하라 간지로       | 1924년 11월 10일 ~ 1925년 12월 1일  |
| 22 | 해군 소장 | 오미나토 나오타로 | 1925년 12월 1일 ~ 1926년 12월 1일   |
| 23 | 해군 소장 | 다카하시 산키치   | 1926년 12월 1일 ~ 1927년 12월 1일   |
| 24 | 해군 소장 | 하마노 에이지로   | 1927년 12월 1일 ~ 1928년 12월 10일  |
| 25 | 해군 소장 | 데라지마 겐       | 1928년 12월 10일 ~ 1929년 10월 30일 |
| 26 | 해군 소장 | 시오자와 고이치   | 1929년 10월 30일 ~ 1930년 12월 1일  |
| 27 | 해군 소장 | 시마다 시게타로   | 1930년 12월 1일 ~ 1931년 12월 1일   |
| 28 | 해군 소장 | 요시다 젠고       | 1931년 12월 1일 ~ 1933년 9월 15일   |
| 29 | 해군 소장 | 도요다 소에무     | 1933년 9월 15일 ~ 1935년 3월 15일   |
| 30 | 해군 소장 | 곤도 노부타케     | 1935년 3월 15일 ~ 1935년 11월 15일  |
| 31 | 해군 소장 | 노무라 나오쿠니   | 1935년 11월 15일 ~ 1936년 11월 16일 |
| 32 | 해군 소장 | 이와시타 야스타로 | 1936년 11월 16일 ~ 1937년 2월 18일  |
| 33 | 해군 소장 | 오자와 지사부로   | 1937년 2월 18일 ~ 1937년 11월 15일  |
| 34 | 해군 소장 | 다카하시 잇보     | 1937년 11월 15일 ~ 1939년 11월 5일  |
| 35 | 함장      | 후쿠도메 시게루   | 1939년 11월 5일 ~ 1941년 4월 10일   |
| 36 | 해군 소장 | 이토 세이이치     | 1941년 4월 10일 ~ 1941년 8월 11일   |
| 37 | 해군 소장 | 우가키 마토메     | 1941년 8월 11일 ~ 1943년 5월 22일   |
| 38 | 해군 중장 | 후쿠도메 시게루   | 1943년 5월 22일 ~ 1944년 4월 6일    |
| 39 | 해군 소장 | 구사카 류노스케   | 1944년 4월 6일 ~ 1945년 1월 24일    |
| 40 | 해군 소장 | 야노 시카조       | 1945년 1월 24일 ~ 1945년 9월 25일   |

## 기함
1944년 4월 1일에 집행된 개정된 전시편제제도에 따라 함대 기함은 해제되었으나, 연합함대 만은 기함 제도가 유지되었다. 기함인 상태에서 각 전쟁의 전투에 직접 참가한 기함은 해당 전투를 기입하였다.
1. 방호순양함 마쓰시마
청일 전쟁 황해 해전; 1894년 9월 27일
청일 전쟁 웨이하이 전투; 1894년 9월 27일
2. 전함 미카사
러일 전쟁 황해 해전; 1904년 8월 10일
러일 전쟁 쓰시마 해전 5월 27일 ~ 28일
3. 전함 시키시마
4. 전함 나가토
5. 전함 무쓰
6. 전함 야마시로
7. 전함 이세
8. 전함 곤고
9. 전함 하루나
10. 전함 야마토; 미드웨이 해전
11. 전함 무사시
12. 경순양함 오요도

## 소속
1. 대본영, 1889년 7월 29일
2. 해군총대, 1945년 4월 25일

## 전투 서열
- 일본 제국 해군의 전투 서열 (1941년 12월 10일)#연합함대, 태평양 전쟁 시작
- 일본 제국 해군의 전투 서열 (1942년 7월 14일)#연합함대, 미드웨이 해전 이후
- 일본 제국 해군의 전투 서열 (1943년 4월 1일)#연합함대, 과달카날 제도 철수 이후
- 일본 제국 해군의 전투 서열 (1944년 4월 1일)#연합함대, 전시편제제도 개정 이후
- 일본 제국 해군의 전투 서열 (1944년 8월 15일)#연합함대, 마리아나 해전 이후
- 일본 제국 해군의 전투 서열 (1945년 6월 1일)#연합함대, 일본 전역

## 같이 보기
- 자위함대
- 제1항공함대 (일본)

## 참고

### 자료
- 伊藤正徳. 《連合艦隊の栄光》 (일본어). 光人社刊. ISBN 4-7698-1006-7.
- 伊藤正徳. 《連合艦隊の最後》 (일본어). 光人社刊. ISBN 4-7698-0979-4.